# Berkeley Art Museum and Pacific Film Archive
Le Berkeley Art Museum and Pacific Film Archive (BAM/PFA) est à la fois un musée et une cinémathèque, en partenariat avec l'université de Californie à Berkeley.
Le bâtiment subi plusieurs réformes de 2009 à 2015. Le bâtiment principal a ainsi changé de localisation et se situe sur Center Street, pour ouvrir en 2016.